# Abronia martindelcampoi
El dragoncito de Omiltemi (Abronia martindelcampoi), también conocido como dragoncito de Martín del Campo, escorpión arborícola de Martín del Campo o lagarto alicante arbóreo de Martín del Campo es una especie en peligro de extinción de lagarto escamoso ánguido endémico de México. Fue descrito por los herpetólogos Oscar Alberto Flores Villela y Oscar Sánchez H en el año de 2003.

## Etimología
El nombre específico de A. martindelcampoi, es en honor al herpetólogo mexicano Rafael Martín del Campo.

## Descripción
El dragoncito de Omiltemi se puede distinguir como especie y de otras especies de su género por las siguientes características y patrones de escamas:
- Escamas supraauriculares protuberantes y con forma de nudo, no en forma alargada o espinosa como "cuernillos".
- Escamas supranasales no expandidas y sin contacto en la línea media dorsal.
- Presencia de la escama frontonasal, sin contacto con la escama frontal.
- Escamas internasales posteriores casi el doble de largas que las internasales anteriores (1.6-2.0).
- Ausencia de escamas cantales.
- Presencia de tres escamas temporales anteriores.
- Escama parietal sin contacto con las escamas supraoculares medias.
- Una sola escama occipital.
- Escamas posteriores de la cabeza fuertemente convexas y con forma de nudo;
- Escama superciliar anterior sin contacto con la escama cantoloreal.
- Escama subocular posterior en amplio contacto con la escama temporal primaria inferior.
- Escamas preauriculares notoriamente agrandadas y en una fila.
- Generalmente dos escamas posmentales (1 de cada 14 especímenes poseían solo uno).
- Escamas infralabiales posteriores generalmente alargados.
- Seis escamas nucales longitudinales.
- Escamas dorsales en 23-27 filas transversales
- Escamas dorsales en 10-12 filas de escamas longitudinales
- Escamas ventrales en 12-14 filas de escamas longitudinales
- 5-6 marcas dorsales de color marrón en adultos.

### Diferencias conAbronia deppi
A. martindelcampoi se diferencia específicamente de A. deppii (especie al que se le tuvo como sinónimo durante un tiempo) en que tiene:
- escamas posteriores de la cabeza parecidas a protuberancias agrandadas y bien desarrolladas
- temporal anterior inferior fusionado con el penúltimo supralabial
- sin escala ácigos entre interparietal e interoccipital
- escamas preauriculares notoriamente agrandadas
- un ancho de cabeza en machos adultos de 2,2 cm y 1,8 cm en hembras
- relación entre el ancho de la cabeza y la longitud de la cabeza en machos adultos de 0,75
- número de verticilos de escamas en la cola no regenerada 77-86 (x= 80,7);
- número de escamas infralabiales 8-10 (solo un espécimen tenía siete)
- 10-12 filas de escamas dorsales longitudinales
- color de fondo dorsal de grisáceo a verde oliva pálido en vida (grisáceo en conservante) con marcas de color marrón oscuro que, si confluyen en la región vertebral, pueden ser asimétricas
- dorso de la cabeza de color marrón pálido a verde oliva, generalmente sin manchas
- escamas individuales con finas vermiculaciones oscuras, algunos especímenes con una gran área oscura en la parte superior de la cabeza, más, raramente unas pocas, escamas individuales negras (incluyendo ambos temporales anteriores superiores)
- región ventral inmaculada de color crema en adultos, rara vez con un ligero esparcimiento de naranja amarillento
- labios superiores en su mayoría sin marcas.[2][3]

### Diferencias con otras especies específicas del mismo subgénero
Se diferencia de otras especies del subgénero Abronia, Abronia (sensu Campbell y Frost, 1993) por:
- tener filas longitudinales oblicuas de escamas dorsales, cuando A. fuscolabialis, A. taeniata y A. graminea tienen filas de escamas longitudinales paralelas y A. taeniata y A. graminea no.
- en la mayoría de los especímenes, un temporal inferior contacta la serie postocular y un solo occipital, cuando A. mixteca y A. oaxacae tienen tres occipitales y dos temporales primarios en contacto con la serie postocular
- tiene una coloración corporal que no es uniformemente verde como en A. graminea
- tiene seis nucales, donde A. graminea tiene cuatro (ocasionalmente también seis)[2]

## Distribución
Se encuentran cerca de Omiltemi en la sierra Madre del Sur del estado de Guerrero a una altura entre los 2.100 a 2.600 m s. n. m.. Es arbórea de los bosques de pino-encino de montaña. Se cree que no tolera una considerable deforestación en su hábitat.

## Estado de conservación
La UICN cataloga en su Lista Roja de Especies Amenazadas en 2007 a Abronia martindelcampoi En Peligro según el criterio B1ab(iii).